# Tadeusz Mazowiecki
Tadeusz Mazowiecki (Płock, 18 de abril de 1927 - Varsovia, 28 de octubre de 2013) fue un escritor, periodista, trabajador social y político polaco. Fue miembro fundador del sindicato Solidaridad, junto con Lech Wałęsa. Ejerció el cargo de primer ministro de la República Popular de Polonia entre el 24 de agosto de 1989 y el 31 de diciembre de 1989. Después del fin del comunismo en el país, permaneció en el cargo de primer ministro hasta el 12 de enero de 1991.

## Biografía
Mazowiecki provenía de una familia noble polaca, que utiliza el escudo de armas de Dołęga. Poseía educación secundaria, fue alumno en el Liceo Mariscal Stanisław Malachowski (clase del 1946), y luego pasó a estudiar Derecho en la Universidad de Varsovia. Sin embargo, nunca se graduó. De 1945 a 1955, Mazowiecki fue miembro de la Asociación Católica PAX, controlada por el Partido Obrero Unificado Polaco, hasta que fue expulsado más tarde por ser el líder de la denominada oposición polaca. Entre 1953 y 1955, fue el redactor jefe del Wrocławski Tygodnik Katolików (Semanario Católico de Breslavia). Bajo el estalinismo en Polonia se vio involucrado en la difamación del obispo de Kielce Czesław Kaczmarek acusado por los comunistas, sin fundamento, de ser un espía de Estados Unidos y la Santa Sede.
Fue uno de los miembros fundadores del Club Católico de Intelectuales, que se estableció en 1957. En 1958, Mazowiecki estableció Więź mensual y se convirtió en su redactor jefe. En 1961-1972, fue representante en el Sejm (Parlamento polaco), cumpliendo su tercer término, cuarto y quinto como miembro del partido católico Znak. Se planteó la cuestión de las manifestaciones estudiantiles que tuvieron lugar en marzo de 1968, en el Sejm.
Después de la década de 1970 las protestas en Polonia, Mazowiecki insistió en la creación de un comité con el fin de encontrar a los responsables del derramamiento de sangre. Cuando, en 1976, no se le permitió postularse para un cargo parlamentario, se unió a la oposición.
En agosto de 1980, se dirigió al Consejo de Expertos, que apoya a los trabajadores de Gdansk, que estaban negociando con las autoridades. A partir de 1981, fue el redactor jefe del Tygodnik Solidarność (Semanario Solidaridad), revista semanal. Después de declararse la ley marcial en diciembre de 1981 fue detenido y encarcelado en Strzebielnik, a continuación, en Jaworz y finalmente en Darłówek.
Fue uno de los últimos prisioneros para ser liberados el 23 de diciembre de 1982. En 1987, pasó un año en el extranjero, durante la cual habló a los políticos y los representantes sindicales. A partir de 1988, mantuvo conversaciones en Magdalenka. Creía firmemente en el proceso de la toma del poder del Partido Obrero Unificado Polaco través de la negociación y por lo tanto jugó un papel activo en las conversaciones de la Mesa Redonda polaca, convirtiéndose en uno de los arquitectos más importantes del acuerdo por el cual las elecciones parcialmente libres se llevaron a cabo el 4 de junio de 1989 y ganado por Solidaridad en un derrumbamiento histórico.
En una reunión el 17 de agosto de 1989, el presidente polaco, el general Jaruzelski finalmente accedió a la demanda de Lech Walesa que el próximo primer ministro de Polonia debía ser un miembro de la Solidaridad. Walesa decidió elegir a Mazowiecki como candidato de Solidaridad para llevar a la administración que viene. El 21 de agosto de 1989 el general Jaruzelski le designó como candidato a primer ministro. El 24 de agosto de 1989, el Sejm votó a favor y Mazowiecki se convirtió en el primero en la historia en ser primer ministro no comunista en el este de Europa durante décadas.

## Obras
- Mazowiecki, Tadeusz (2010). ¡Internado! Notas sobre las prisiones de Jaruzelski. Encuentro. ISBN 978-84-7490-241-9.